# 王作峰
王作峰，中华人民共和国政治人物、外交官。
2011年，接替杨民担任中华人民共和国驻多哥大使。

## 荣誉

### 外国勋章奖章
- 莫诺军官勋章（英语：Order of Mono）（多哥，2013年11月27日于多哥外交与合作部颁发[2]）